# Connichi
Connichi est une convention d'anime.

## Organisation
Le Connichi est organisé entièrement par des bénévoles.